# Беро, Вилем
Ви́лем Бе́ро, другой вариант имени — Велем, немецкий вариант — Вильгельм Баро (н.-луж. Wylem Bjero, нем. Wilhelm Bähro, 4 февраля 1902 года, Дрейцы, Нижняя Лужица, Германия — 26 августа 1988 года, Котбус, ГДР) — серболужицкий писатель, журналист, переводчик и педагог. Писал на нижнелужицком языке.

## Биография
Родился 4 февраля 1902 года в крестьянской семье в серболужицкой деревне Дрейцы. В этой же деревне окончил начальную школу. В 1916 году поступил в педагогическое училище. В 20-30-е годы XX столетия в связи с безработицей работал на различных промышленных предприятиях. Был строителем, железнодорожником, бухгалтером, редактором и секретарём. С 1945 года работал учителем в Бурге. С 1955 года по 1977 год был главным редактором нижнелужицкой газеты «Nowy Casnik».
В 1957 году был избран в Национальный совет серболужицкой культурно-просветительской организации «Домовина».
Занимался переводами на нижнелужицкий язык. В основном переводил произведения верхнелужицких писателей.
В 1977 году вышел на пенсию.

## Сочинения
- Mjazka a druge wulicowanka z Dolneje Łužyce, Budyšyn, 1958;
- Wjaska pod golu. Wulicowańko z našogo casa, Budyšyn, 1959;
- Surowa štrofa. Humor Dolnych Serbow, Budyšyn, 1973;
- Na Kałpjeńcu. Wuběrk źełow, Budyšyn, 1977;
- 1984: Surowa štrofa. Humor Dolnych Serbow, Budyšyn, 1984;

Посмертное издание
- Žaba na kokulce. Dopomnjeńki, wopiski a anekdoty, Budyšyn, 2002.

## Награды
- Литературная премия «Домовины» (1961).